# Фару-ду-Алентежу
Фару-ду-Алентежу (порт.  Faro do Alentejo) - фрегезия (район) в муниципалитете Куба округа Бежа в Португалии. Территория – 44,31 км². Население – 621 жителей. Плотность населения – 14 чел/км².